# معضد
المِعْضَد هو قطعة من القماش تُلبس حول العضد على الكم. قد يرتدى للزينة أو لوضع علامة على مرتديها على أنهم ينتمون إلى مجموعة، أو كشارات لها رتبة أو منصب أو دور معين. قد يشير المعضد أيضاً إلى شارة النفخ تستخدم للمساعدة في التعويم للسباحين أو للاستخدام مع مقاييس ضغط الدم، وفي هذه الحالة يشار إليها عمومًا باسم الأصفاد.

## الاختلاف
تم العثور على معاضد من العصر البرونزي مصنوعة من البرونز (المذهب في بعض الأحيان) وليجنيت. تم وضع بعضها بحيث كان من المستحيل إزالتها. 